# Droga nr 7266 (Izrael)
Droga lokalna nr 7266 (hebr. 7266 כביש) – jest drogą lokalną położoną w Dolnej Galilei, na północy Izraela. Biegnie ona z Góry Tabor i miejscowości Dabburijja do drogi nr 65, która łączy nadmorskie miasto Hadera z Doliną Hula.

## Przebieg
Droga nr 7266 przebiega przez Samorząd Regionu Emek Jizre’el w Poddystrykcie Jezreel Dystryktu Północnego Izraela. Biegnie równoleżnikowo z zachodu na wschód, z Góry Tabor i miejscowości Dabburijja do drogi nr 65.
Swój początek bierze na Górze Tabor (588 m n.p.m.) przy prawosławnym Monasterze Przemienienia Pańskiego, skąd prowadzi w kierunku zachodnim by po około 300 metrów dotrzeć do bocznej drogi prowadzącej do pobliskiej katolickiej Bazyliki Przemienienia Pańskiego. Stąd droga zjeżdża licznymi serpentynami 300 metrów w dół do oddalonej o 3 km miejscowości Dabburijja. Prowadząc wąskimi uliczkami droga nadal zjeżdża w dół, na wysokość 180 m n.p.m. Wykręca przy tym na południowy zachód i prowadzi wzdłuż podnóża Góry Tabor. Po niecałym 1 km dojeżdża się do skrzyżowania z lokalną drogą prowadzącą na północny wschód do miejscowości Szibli-Umm al-Ganam. Po około 2 km dalej droga nr 7266 przejeżdża nad niewielkim strumieniem Nachal Tawor i kończy swój bieg na skrzyżowaniu Tawor z drogą nr 65. Jadąc drogą nr 65 w kierunku północno-wschodnim dociera się do miejscowości Szibli-Umm al-Ganam i Kefar Tawor, lub jadąc w kierunku południowo-zachodnim dociera się do strefy przemysłowej Alon Tawor przy mieście Afula.